# Karate Lady aus Feuer und Stahl
Karate Lady aus Feuer und Stahl (Originaltitel: chinesisch 山東老娘 / 山东老娘, Pinyin Shāndōng Lǎoniáng, Jyutping Saan1dung1 Lou5noeng4, kantonesisch Shantung Lou Noeng, Alternativtitel englisch Queen of Fist) ist ein 1973 in Hongkong gedrehter Action- und Martial-Arts-Film mit Hsien Chin-Chu und Jimmy Wang Yu in den Hauptrollen.

## Handlung
Eine ältere Frau reist nach Shanghai, um nach ihren vermissten erwachsenen Kindern zu suchen. Um ihren Lebensunterhalt zu verdienen, tritt sie mit ihren Enkelkindern als Straßenkünstler auf. Sie entdeckt, dass Lin Hie, Chef der Shanghai French Concession, ihren Sohn getötet hat und ihre Tochter gefangen hält.
Nun will sie den Anführer der Bande töten.

## Kritik
Der Filmdienst merkt an, durch den "militante(n) Frauenhaufen, der es den Machos der "Martial Arts" zeigt", sei der Film "in einem Genre, das ansonsten nur Einzelkämpferinnen kennt, eine Kuriosität."